# Per Bredesen
Per Bredesen (Horten, 1930. december 22. – 2022. október 3.) válogatott norvég labdarúgó, csatár, edző.

## Pályafutása

### Klubcsapatban
1947 és 1952 között az Ørn Horten labdarúgója volt. 1952 és 1961 között Olaszországban játszott. 1952 és 1955 között a Lazio, 1955–56-ban az Udinese, 1956 és 1958 között az AC Milan, 1958–59-ben a Bari, 1959 és 1961 között a Messina csapatában szerepelt. Az AC Milan együttesével az 1956–57-es idényben olasz bajnoki címet szerzett. 1961-ben hazatért és anyaegyesületében, az Ørn Horten csapatában játszott, ahol 1962-ben fejezte be az aktív labdarúgást.

### A válogatottban
1949 és 1951 között 18 alkalommal szerepelt a norvég válogatottban és nyolc gólt szerzett.

### Edzőként
1963-ban és 1969-ben az Ørn Horten, 1970-ben a Falk edzőjeként tevékenykedett.

## Sikerei, díjai
AC Milan
- Olasz bajnokság (Serie A)
  - bajnok: 1956–57